# Costentalina elegans
Costentalina elegans är en blötdjursart som beskrevs av Chistikov 1982. Costentalina elegans ingår i släktet Costentalina och familjen Entalinidae. Inga underarter finns listade i Catalogue of Life.